# 隅田川花御所染
『隅田川花御所染』（すみだがわはなのごしょぞめ）とは、歌舞伎の演目のひとつ。文化11年（1814年）3月、江戸市村座にて初演。鶴屋南北作。隅田川物と清玄桜姫物の世界に、さらに鏡山物を綯い交ぜにしたもの。通称『女清玄』（おんなせいげん）。

## あらすじ

### 一番目三建目

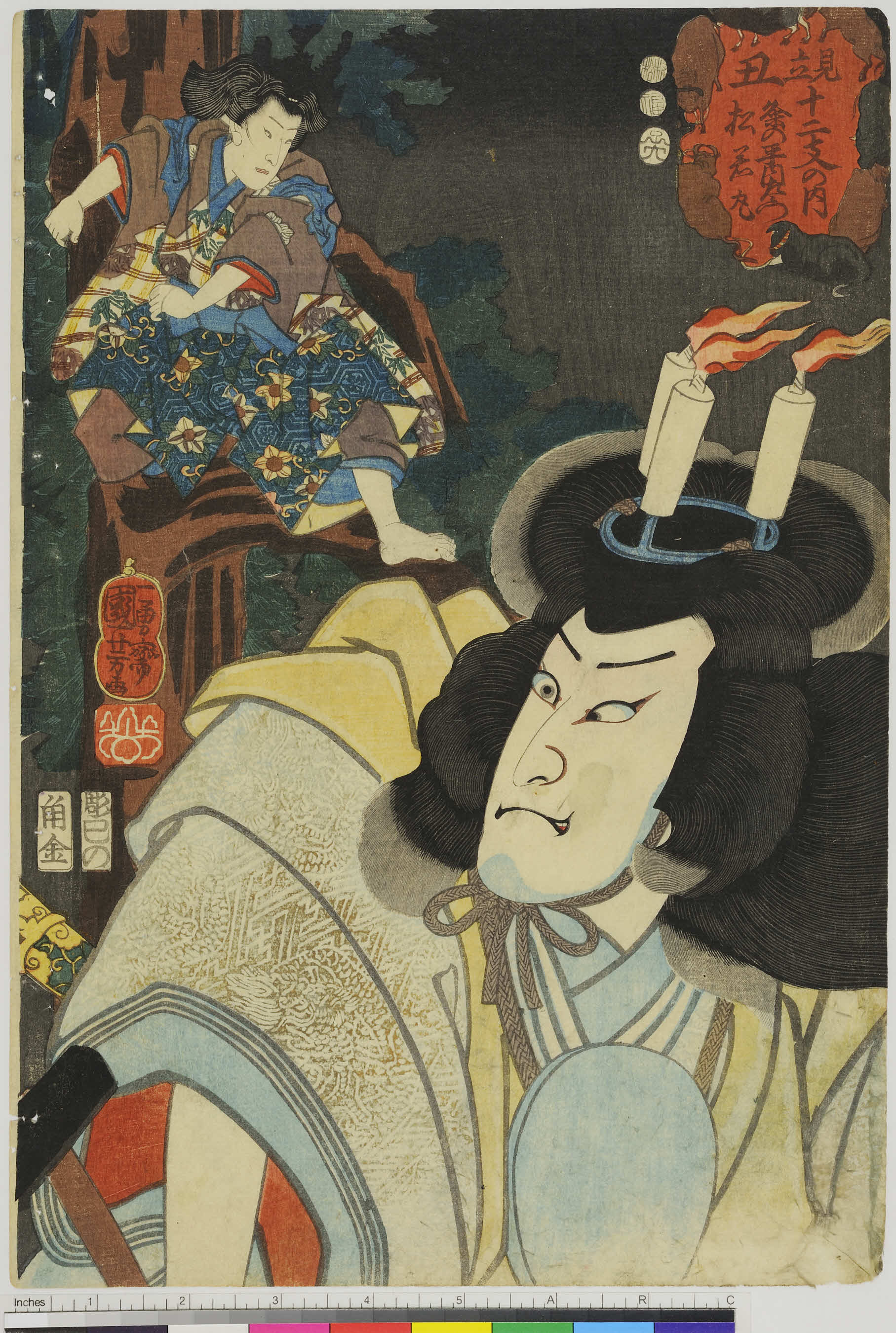
「見立十二支の内・丑　粂の平内左衛門／松若丸」　「鎌倉六本杉の場」を描いた見立絵。粂の平内が四代目中村歌右衛門、松若丸が五代目澤村宗十郎の似顔絵となっているところから、弘化4年（1847年）2月に市村座で上演された『初桜尾上以丸藤』（はつざくらおのえいわふじ）にもとづくものと見られる。歌川国芳画。

（発端　鎌倉六本杉の場）京の公家吉田家の子息松若丸は天下を覆そうとの望みを抱き、吉田家を出奔していたが、それが天狗に連れられあちこちの山を巡った後、鶴岡八幡の境内にある六本杉の高い枝に引っかかっていた。そこに異様の姿で丑の刻参りをする一人の男。これは入間家の家老粂の平内左衛門、その正体は平家の残党後藤兵衛盛長で、鎌倉幕府を呪っていたのであった。平内左衛門は松若丸に、吉田家は当主の少将惟貞が死んでお取り潰しになり、それが北条氏による讒言のせいだと聞かせる。松若丸はまずは幕府を潰してくれると平内と結託する事になり、そこに来合わせた大友常陸之助頼国とその家来の東馬を殺し、頼国に成りすまそうとはかる。
（浅草新清水花見の場）松若丸が婿入りするはずだった入間家では、当の松若が行方不明となり、吉田家も退転してしまったことにより婚儀が流れてしまった。結婚相手であった入間家の息女花子の前は、松若がすでにこの世には無いものと思い、出家を遂げる決心をする。そして入間の家は花子の前の妹である桜姫に婿を取らせて相続させることになった。今日は妹の桜姫をはじめ入間家の奥に仕える局の岩藤、中老の尾上や腰元など大勢の供も連れ、浅草新清水の寺に参詣しに来ているが、花子は参詣ののち出家剃髪するつもりである。
だが岩藤は、兄の平内左衛門とともに入間家を乗っ取ろうとしていた。そこでその計略のひとつとして、出家した花子の前をわざと堕落させようと企んでいたのである。それは履くと男に心を乱すという秘術を仕掛けた草履を花子に履かせるつもりで、その草履を猿島惣太という男に誂えさせていた。
深編笠をかぶり供を連れた二人の侍が寺を訪れる。一方は桜姫に岡惚れしている清水平馬之助清玄（しみずへいまのすけきよはる）、もう一方は大友常陸之助頼国。じつは桜姫が婿取りをするというのはこの常陸之助であったが、その正体は常陸之助になりすました松若丸である。平馬之助は桜姫に付け文を渡そうとするが、桜姫は相手にせず、それよりもいいなづけの常陸之助頼国の美男子ぶりにうっとりとする。
（竹刀打ちの場）参詣を済ませた花子の前は、供の者たちとともに寺の客殿で休息している。出家に当り戒を受ける阿闍梨から袈裟や衣を贈られた花子は、吉田家より送られた都鳥の一巻を、吉田家の菩提寺に納めるよう尾上に渡した。だが岩藤はそれが気に入らず、奥向きでは尾上より上役であるはずの自分にまず預けるべきだと言い、さらに尾上の素性が町人であることをあてこすり、それでお主を守るための武芸のひとつでも心得ているか、なければ禄盗人、知行盗人と散々に悪口し、自分と武芸で立合えという。
そこへ、尾上の下女お初が「お待ちくださりましょう」と現われる。お初は尾上の忘れ物を届けに来たのだったが、あるじの尾上の困惑しているのを見かねて出てきたのだった。お初は自分が尾上の代わりとして立合うことを岩藤に願い出たので、岩藤はこれを許し、室内に掛かっていた絵馬から取った竹刀で勝負をすることになった。まずは岩藤つきの腰元たちと勝負すると、腰元たちは散々に打ち据えられ、次に岩藤が直接相手をするも、これも打ち据える。この場を見ていた尾上は出すぎたこととお初を扇で打って叱るが、内心は悦んでいる。お初はその場を立ち退いた。やがて、花子の前がいよいよ剃髪することになったが、そこには阿闍梨から贈られた金剛草履と称し、例の岩藤たちのたくらみによる草履が置かれていた。
（元の新清水の場）いっぽう妹の桜姫は、腰元たちなどの手引きにより常陸之助（じつは松若）との逢引を楽しもうとしていた。そこへ出家剃髪し、姿を袈裟衣に数珠と改めた花子の前、その名も改め清玄尼（せいげんに）が通りかかる。その足には例の岩藤たちが用意した草履を履いていた。清玄尼は、桜姫と一緒にいる常陸之助の顔を見て驚く。自分が持っている松若丸の絵姿によく似ている…そう思いつつもその場を通り過ぎたが…
（夢の場）清玄尼が草庵で経を読誦していると、そこに一人の男が尋ねてくる。それは清玄尼が所持していた松若丸の絵像と比べると瓜二つ、松若その人であった。はじめて松若の顔を見た清玄尼は、こうしてお目にかかったうえはもう尼になることは嫌と言い、松若もそれがよかろうという。そのあと清玄は松若と、出家の身ながら堕落してしまうことに…
（新清水の場）…というのは、清玄の見た夢であった。
清玄は迷いの心を払わんと経文を読誦していたが、いつのまにか眠ってしまったものらしい。それがいとしいと思う松若を相手に破戒堕落する夢を見たことを清玄は恥じ、「とても生きてはいられぬ」と、清水の高い舞台から傘を持って飛び降りてしまう。
だが、清玄は飛び降りたものの気絶しただけで死ねなかった。そこへ居合わせた常陸之助が清玄を介抱する。清玄は気が付く。常陸之助と桜姫はその場で祝言の盃を交わすことになったが、その酒には鴛鴦の生血が用いられていた。そこへ平馬之助が来て恋敵の常陸之助に言いがかりをつけるが、それを庇うために清玄が生血の酒を飲んでしまう。生き物の血肉を口にするのは、僧侶として殺生戒に触れることである。清玄は破戒した咎で寺を追われることになったが、常陸之助を見てついに耐え切れず、松若様と呼んでかき口説く。常陸之助じつは松若は人違いと否定するも、なおもすがりつく清玄をもてあまし、ついには突き放し立ち去る。突き放された拍子に清玄は境内にある滝壺に落ちた。ようよう滝壺から這い上がった清玄は、来合わせた惣太にからまれながらも「胴欲なは松若さま、恨めしいは桜姫」と、常陸之助のあとを追ってゆくのだった。

### 一番目四建目
（入間館の場）入間の館に鎌倉御所からの上使として、北条義時の子息北条義澄と、清水平馬之助が訪れる。当家に伝わる関八州の御朱印と、平馬之助を通して鎌倉御所より預かる鯉魚の一軸を内見するためであった。岩藤と尾上が上使を出迎え、箱に入れられたこの二品を差し出した。義澄と平馬之助は箱を開けそれぞれ中身を改める。ところがその中身を改め見ると、なんと御朱印と一軸ならで草履が片方ずつ入っている。じつは二品の宝の中身は、岩藤たちによってすりかえられていたのである。尾上は驚くが、この草履は花子の前こと清玄尼が用いた金剛草履であった。なればこの二品の宝を盗んだのは清玄尼に相違あるまいと岩藤が言い出すので、尾上はそうではあるまいと清玄尼を庇うが、岩藤は尾上も清玄尼に馴れ合ってこの二品を盗んだのだろうと言い出し、ついにはその草履でもって尾上を散々に殴る。義澄は二品紛失の次第を鎌倉御所に帰って報告することにし、岩藤をはじめとする皆は尾上ひとりを残して、義澄と平馬之助の見送りにその場を立った。
（入間館尾上部屋の場）入間家の奥女中たちが宿とする長局、その一画にある尾上の部屋では、下女のお初があるじ尾上を迎える支度をして尾上を待っている。そこへ岩藤つきの腰元たちが訪れるが、なにやら気がかりなことをいって立ち去った。やがて尾上が廊下を歩み御殿より下がってきた。廊下に出て迎えたお初は上草履を差し出すが、それを見た尾上は最前草履で殴られたことを思い出し、いよいよ顔色を悪くするのであった。何も知らないお初はそんな尾上の様子を案じるが、尾上は自分の部屋へと入る。だがやはり気は晴れない。なおも案じるお初に、尾上は癪が起こったと紛らして肩を揉ませ、お初と話をする。そのうちお初がその場をはずしているあいだに尾上はなにやら書きつけ始めたが、それは実家の親たちに当てた書置きであった。尾上は岩藤に草履で殴られた恥辱に耐えかね、自害する覚悟をしたのである。
尾上は文箱に書置きと草履をひそかに入れ、お初にこの文箱を自分の実家にまで届けるようにと命じた。しかし今日のいつもと違った尾上の様子をお初は案じ、もう時刻も五つを過ぎているから明日にしてはというが、いうことが聞けないというのならば主従の縁を切ると尾上に言われ、致し方なく文箱を持って出かけてゆく。

### 一番目五建目
（辻番屋の場）忍ヶ岡にある辻番屋。ここの番人は、岩藤に命じられて草履を誂えた猿島惣太である。惣太はお尋ね者の大友家の子息一法師丸が、役人に追われ走り去ってゆくのを暗い中で見る。そこへさらに吉田家の子息梅若丸が、これも吉田家の下部だった軍助を供にして通りかかる。吉田家は悪人の源吾定景によって当主の惟貞が殺され退転し、梅若丸たちはその敵の源吾の行方を尋ねに旅をしていた。だが旅の疲れか梅若丸は病がちである。そこで軍助はこの辻番屋に梅若を休ませようと惣太に預け、自らは梅若に与える薬をよそへ置き忘れたので取りに戻った。 
梅若を見て惣太は悪心を起こす。最前目にした大友家の一法師丸のことを思い出し、今目の前にいる梅若丸を一法師丸として役人に突き出し、褒美を得ようと考えたのである。惣太は梅若に、おまえは大友家の一法師丸だろうと問うが、梅若はもちろんそれを否定する。しかしそれでも惣太は素性を白状しろと、そばにあった割り竹で梅若を散々に殴った。ところが梅若が所持している守り袋に、吉田家の子息梅若丸という書付があるのを見て惣太は驚く。惣太はじつは吉田家のもと家臣粟津の七郎で、梅若丸が誕生する以前に吉田家を去っていたのである。
だが惣太は、打たれて虫の息の梅若を、守り袋の紐でもって絞め殺した。「主を殺したという事は、だれも聞かねえ…ひろい世界に、あのお月様とおればかり」と、番屋の近くにある川に梅若の死骸を投げ捨てた。供の軍助が戻らないうちにここを逃げようと、惣太は荷物を持って番屋を立ち退く用意をする。
そこへ尾上の実家に向うお初が、箱提灯を持った中間を道案内にして通りかかる。しかしこの中間がなにやら縁起の悪いことばかりいうので、尾上の身を案じているお初は中間を帰らせ、ひとりで道を行くことにした。お初は道を急ぐが、道に躓き足に怪我をしたので辻番屋に立ち寄り、その灯りをたよりに鼻紙を出して傷を結わえる。そのとき烏が鳴く。
胸騒ぎの収まらぬお初は、もう行くのはやめて引き返そうかと迷うところに、梅若の身を案じる軍助が戻ってきた。荷物を持って逃げ出そうとする惣太は軍助に声を掛けられぎくりとし、軍助は梅若のことを尋ねようとする。惣太は軍助をふりきって逃げようとするが、この場に居合わせたお初はこのふたりに巻き込まれる。惣太を捕らえようとした軍助が誤ってお初の持っていた文箱の紐を捕らえ、そのはずみで文箱の中身が飛び出した。取り上げてみると書状の上書きには書置きの事、そして草履。これらをみたお初はびっくりし、「こりゃこうしていられぬわえ」と書置きと草履を持ち、大慌てで尾上のもとへと走り去った。あとに残った軍助も惣太を捕らえようとしたが逃げられてしまう。
（尾上部屋の場）尾上は部屋で喉を懐剣で突き自害する。このとき後ろより忍び寄る者が現われたが、それは岩藤であった。尾上は家老の粂の平内とその妹の岩藤がお家を乗っ取ろうとする悪人であると以前より気付き、万一のことを思いお家の重宝である御朱印の偽物をあつらえ、本物は自らが所持していた。だが盗んだ御朱印が偽物であったと気づいた岩藤は、尾上が本物を隠し持っていると思い奪いに来たのである。断末魔の尾上は抗うも、岩藤は尾上を蹴飛ばし御朱印を奪って逃げ去った。
そこへ大慌てで戻ったお初は、尾上を見て呼びかけ介抱するが、尾上は岩藤が御朱印を奪っていったことをようよう聞かせて事切れるのだった。
（入間館奥庭の場）雨の降る入間家の奥庭では、平内と岩藤、清水平馬之助の三人が傘を差して集まり悪事の相談をしている。岩藤は兄の平内に御朱印を渡したが、平馬之助はもう用済みと斬り殺す。この様子を、お初が物陰から見ていた。
平内は岩藤に密書を渡しこの場から立ち去る。するとそれまで鳴いていた蛙の声がやんだ。岩藤ははっとして誰か近くにいるのかと、見るとお初が目の前に出てきた。お初は尾上が具合を悪くしたので、岩藤に見舞ってほしいという。だが岩藤はその場で頭痛が起こったといって仮病を使い、同道を拒む。するとお初は、自分がよいお守りを持っていると例の草履を岩藤に突きつけた。「そのお頭痛のお守りには、この草履が相応でござります」というお初に岩藤は怒り、お初を引き据え、この草履でもって尾上もぶち据えたのだといって草履で散々に殴った。すると岩藤の懐から密書が落ちる。お初はそれをすばやく奪い取り、このうえは主人尾上のうらみ今こそ晴らさんと、岩藤に斬りかかり、とど岩藤を刀で抉る。断末魔の岩藤は、「たとえ死んでも岩藤が恨みは残って、入間の身寄り花子をはじめ桜姫、なに安穏におくべきぞ」と言い残し息絶えた。それをお初が「主人尾上が恨みの草履、思い知ったか」と岩藤の死骸を草履で散々に打つのであった。そこへ騒ぎを聞きつけた奥女中たちが、薙刀を手にして駆けつける。
（屋根仕合の場）そして平内たちの悪事は露見し、平内は御朱印を持ち館の屋根に上がって逃れようとしたが、館の手勢に取り込まれてついに捕らえられるのだった。

### 二番目序幕
（隅田川梅若塚の場）それから一年が過ぎた春のこと。
隅田川の岸に、ひとつの塚（墓）が出来ていた。今日はその塚の前に近在の者が集まり、坊主の無縁坊も呼んで皆で百万遍の念仏を唱えている。そこに来た六十六部がこれは何者の塚なのかと尋ねると、去年この岸に歳は十二、三ばかりの男の子の死骸が流れ着いたので、その子を葬った塚なのだという。だがその身元を明かすものとして、吉田の少将の次男梅若丸という書付の入っていた守り袋を下げていたと聞いた六部は驚く。この六部こそ、その吉田家の当主惟貞を殺し吉田家を滅亡させた張本の、松井の源吾貞景だったのである。貞景はこの場を立ち去る。
軍助が、女房の綱女を連れて梅若塚を訪れた。軍助と綱女は重箱に入った煮染めを持ち、皆は百万遍を休み煮染めを食べていると、吉原の若い者と侍がやってくる。何でも吉原から逃げ出した遊女がいてその行方を追っているのだと言い、侍のほうはお尋ね者の大友常陸之助頼国（松若丸）を慕い、入間家から家出した桜姫の行方を尋ねているのだという。無縁坊たちと吉原の若い者、侍はごっちゃに喧嘩となってどこかにいってしまう。
一年前、この川岸に梅若丸の死体が浮かんでいると知った軍助は、その申し訳なさに一度は切腹しようとしたものの女房の綱女にとめられ、梅若の敵を尋ねて仇を討たんと志していた。綱女ももとは入間家で花子こと清玄尼に仕えた身で、ふたりは追われているという桜姫の身の上を案じつつ、梅若塚に向って手を合わせる。
すると吉原を抜け出した女郎の采女と、それに案内された桜姫、そしてそれに仕える腰元の綾瀬がやってきた。軍助は桜姫の行方を尋ねに、人の多い吉原へ出入りしていたが、采女はそんな軍助にひと目惚れしてやってきたのだという。これを聞いて悋気する綱女。そこへ惣太が通りかかる。軍助は惣太を見て、もしやあの辻番屋にいた…と疑うが、惣太はその場を去ってしまう。いっぽう采女については思いもよらぬことが発覚、それは綱女の生き別れの妹であった。采女は桜姫の身替りになることにし、互いの着物を取り替えることにした。
庄屋の杢郎兵衛が惣太に亀戸まで葛籠に入れた荷をもっていくよう頼んでいると、この木母寺にあらたに掛ける釣鐘が、台車に乗せられ百姓たちに曳かれてやってくる。その百姓の一人が、隣村から廻って来た高札を杢郎兵衛に渡す。それは大友常陸之助頼国とはじつは天下を狙う吉田の松若丸なので、見つけ次第訴え出るようにとの内容である。杢郎兵衛は高札をその場に立てておき、惣太は杢郎兵衛から葛篭を預かる。
ひとり残った惣太に、「粟津の七郎、ハテ久しゅうて逢ったわえ」と近寄ってきたのは六部姿の源吾貞景。貞景は高札を川に切って落とす。粟津の七郎こと惣太は、じつは梅若丸を手にかけたのは自分だと貞景に打明け、この後は貞景と一味することを誓う。軍助がさらに追っ手から逃れるため、惣太の置き忘れた葛篭に着物を替えた桜姫を入れたが、そうとは知らぬ惣太にまた葛篭をもっていかれる。また桜姫のなりをした采女も、源吾に捕らえられる。そのとき采女は身包みをはがれ、桜姫の着物は川へと落ちて流れてゆく。
（隅田川の場）落魄した姿の清玄尼が、船着場にさまよい出る。清玄は葛篭を背負った惣太をみて渡し守と思い、向うに渡すよう乞うので、惣太は葛篭と清玄を舟に乗せ、向う岸に渡ろうとする。
もはや時刻も暗い時分、川のあちこちに漁火がみえる。すると、むこうからこれも漁り舟が一艘やってきてすれちがう。そのとき、最前の高札と桜姫の着物が流れてきた。高札に目をつけた清玄は川から取り上げて読む。大友常陸之助頼国の正体は吉田の松若丸…高札の文面を見た清玄はびっくりするが、今すれちがう川舟に乗っていたのは、他ならぬその松若丸だったのである。松若は桜姫の着物を川から拾い上げる。二艘の舟は暗い中、そのまま互いのことを確かめられず過ぎ去るのだった。

### 二番目中幕
（妙亀庵の場）清玄尼は土地の人々のはからいで、鏡が池近くの妙亀庵に住んでいる。しかし出家の身にありながらなおも松若への思いは立ちきれず、悶々とする日々であった。この庵室に惣太が葛篭を背負ってやってくる。采女の行方を追う吉原の者達は惣太の背負う葛篭の中に采女がいると見て、惣太の行方を追っていた。惣太は庵主の清玄が知らぬあいだに庵室の軒下に葛篭を隠し、自らは逃げていく。
やがて吉原の若い者たちや女衒などが妙亀庵に来て、軒下に葛篭があるのを見つける。清玄はそんな葛篭は知らないというが、若い者たちは清玄が采女をかくまっていたのだと思い腹を立て、清玄をそばにあった割り木で散々に殴る。清玄は気を失う。葛篭の中にいたのは、采女と着物を取り替えた桜姫であったが、葛篭から出された姫は采女と間違われたまま吉原へと引っ立てられようとする。
そこへ綱女が訪れるが、桜姫が連れて行かれようとする様子に驚き、人違いだというとやっとそれに気付いた若い者たちはその場を逃げていった。そして倒れている庵主をよく見れば、これは清玄尼。思いもよらぬ再会に三人は驚くが、その話のなかで清玄は桜姫が、常陸之助頼国に恋焦がれその行方を尋ねに家出したと聞く。その頼国とはじつは松若丸…清玄は、頼国がじつは松若だとまだ知らぬ桜姫を見て苦しむのであった。
そのとき、異変が起きた。あの岩藤の亡魂がここにさまよい出て、清玄に取り付いたのである。具合の悪そうな姉の様子を案じ、桜姫が白湯を汲んで清玄に勧める。だが清玄はそれを見て、自分に毒を飲ますのかと言い出す。自分が恋い慕う常陸之助頼国じつは松若と添い遂げるため、この姉を毒殺するつもりだろう。そうはさせぬと、いきなり桜姫を責めさいなみ始めた。これを見た綱女は驚き清玄を諌めるが、清玄は聞き入れない。清玄はなおも桜姫のことを責め、ついには鉈を持って斬りかかろうとするので、綱女はそれをさえぎり、姫の手を引いてその場を逃がれる。
そこへ入れ違いに惣太がまた現われ、姫を追いかけようとする清玄を見て「色になってはくれまいか」と言い寄る。清玄はもちろん聞く耳を持たない。だが惣太が抜いた刀で清玄は思わず手を負う。なおも松若のことを口にする清玄に惣太は業を煮やし、毒食わば皿までと清玄を殺すことにした。惣太に数度斬り付けられた清玄は、無念の思いで白刃を握り締めたが、惣太が刀を引くと指が切れ落ちた。だがその切れた傷口から蛇が生えて鎌首を持ち上げる。「エエうらめしい桜姫」、そういって蛇の生えた手で向うを睨む清玄の様子に、さしもの惣太もぞっとしつつ、清玄にとどめを刺した。
そんなところに清玄を訪ねに軍助が来て惣太と出くわす。清玄も惣太が殺したと知り、梅若丸と清玄の敵と惣太と斬り合いとなり、とど惣太は斬られるが、ふたたび桜姫がなにかに無理やり引寄せられるようにやってきた。すると、死んだはずの清玄がうらめしげな顔でよみがえり、桜姫を引寄せようとする。軍助が清玄を引き離すが、あたりには人魂が燃えあがった。

### 二番目大切
（隅田川の場　常磐津所作事都鳥名所渡〈みやこどりめいしょのわたし〉）松若丸は狂乱し物狂いとなり、渡し守となった綱女の操る舟に乗って木母寺のあたりにまでくる。松若を正気にさせようと、綱女が以前花子こと清玄尼より貰った香を焚くと二人は気を失う。再び気が付くと、松若と同じ姿をした人物がいる。じつはそれは清玄の亡霊であった。清玄の亡霊は最後には桜の枝に掛けられた釣鐘の中に隠れ、鐘が落ちる。松若は正気に戻ったが、北条義時の家来荒川鬼藤太が手勢を率いてあらわれ、松若を捕縛しようとする。そのとき鐘が再びあがり、中からきれいな振袖の娘が出てきたかと思えば、それがまたも清玄の怨霊へと変じ、松若に襲い掛かるのであった。（以上あらすじは、『鶴屋南北全集』第五巻所収の台本に拠った）

## 解説

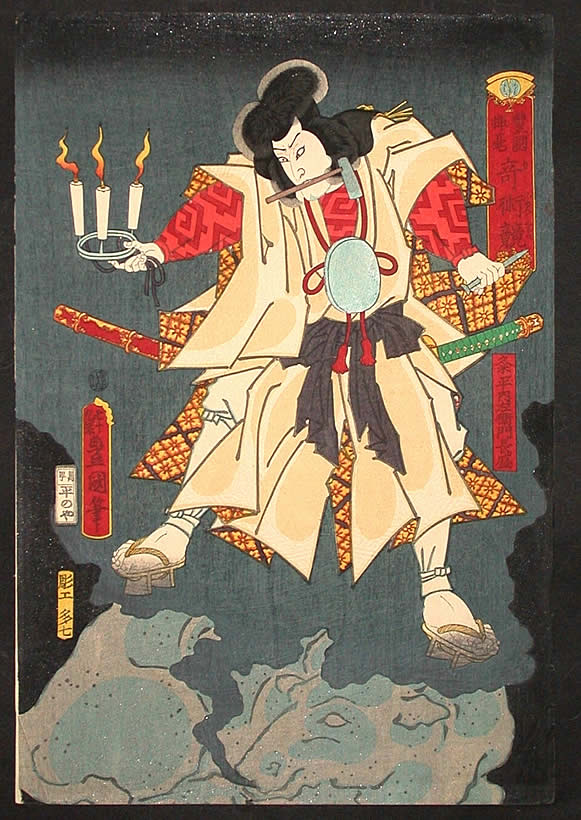
「豊国揮毫奇術競　粂平内左衛門長盛」　「鎌倉六本杉の場」を描いた見立絵。三代目歌川豊国画。

歌舞伎の演目のなかには、「女○○」という芝居がある。ほんらい立役すなわち男の役で演じられていた演目を、女形の演じる女の役に書替えて演じるもので、例をあげれば『女鳴神』、『女暫』、『女団七』、『女定九郎』、『女河内山』…といろいろある。清玄桜姫物にもとづく「女清玄」は安永元年（1772年）7月、江戸森田座の『けいせい紅葉襠』（けいせいもみじのうちかけ）で山下金作が勤めたのが最初とされている。この『隅田川花御所染』もその「女清玄」のひとつであるが、それに隅田川物と鏡山物の「世界」も加え、ない交ぜにしたものである。『隅田川花御所染』の登場人物をそれら三つの「世界」に分けると、以下のようになる。
隅田川物の人物
- 吉田松若丸（のちに大友常陸之助頼国を詐称）
- 吉田梅若丸（松若丸の弟）
- 軍助（もと吉田家の下部）
- 松井の源吾貞景（もと吉田家の家臣）
- 猿島惣太じつは粟津の七郎（同じく吉田家のもと家臣）
- 粂の平内左衛門（岩藤の兄、入間家の家老）

清玄桜姫物の人物
- 花子の前のちに清玄尼（大名入間家の息女）
- 桜姫（清玄尼の妹）
- 清水平馬之助清玄（平内や岩藤に与し、桜姫に横恋慕する）

鏡山物の人物
- 局の岩藤（平内左衛門の妹。入間家の奥向きに仕える）
- 中老の尾上（同じく入間家の奥向きに仕える）
- お初（尾上に仕える下女）

これらの「世界」の人物と話を用いてひとつの芝居にまとめているが、さらに最後の幕である二番目大切の所作事「都鳥名所渡」では、『隅田川続俤』の大切に見られる「双面」や『娘道成寺』の趣向も加えている。
鏡山物は本作の上演以前に、歌舞伎では弥生狂言すなわち旧暦三月ごろの芝居として舞台に取り上げられていた。現行の鏡山物すなわち『鏡山旧錦絵』の脚本・演出は本作によるところが大きいといわれているが、それでも『鶴屋南北全集』第五巻所収の初演時の台本を見ると、現行のものとは人物の設定や筋書きのほか、演出においてもいろいろと相違するところが多い。現行では「尾上部屋」などに竹本を使うが、本作ではまだ使われていない。また「塀外烏啼きの場」に当る「辻番屋の場」では、梅若を殺した惣太と、それを捕らえようとする軍助にお初が巻き込まれ、文箱の中身が飛び出してしまう段取りになっている。
鏡山物の岩藤は初代尾上松助こと松緑がそれまでに何度も演じて当り役としてきたもので、それを七代目市川團十郎が松緑に替って演じているが、そのせりふのなかで「先（せん）岩藤殿はおつぼね頭の出頭で、松緑院といふて今では御いんきょ、わたしはその姪でござりまして…」と松緑のことを当込み、鏡山物ではお初が岩藤を討って「二代の尾上」を名乗るが、本作では先代の岩藤がいてその姪が、「二代の岩藤」となっているのである。
現行の『鏡山旧錦絵』では蘭奢待の香木が草履とすり替えられるが、本作ではそのすり替えられる品物のひとつが、隅田川物でおなじみの「鯉魚の一軸」である。また梅若塚や鏡が池、妙亀庵など、当時の江戸の人々にとってはよく知られた梅若伝説にかかわる名所旧跡を舞台にし、芝居の筋にうまくからめている。松若丸が天狗にさらわれるというのは旧来からの隅田川物と同じだが、これが粂の平内と同心して天下を狙う謀反人となる。また清水平馬之助清玄も清玄桜姫物に関わる人物で、従来からの脚色では清水清玄（しみずきよはる）は桜姫の恋人であるのを、本作では桜姫が常陸之助頼国と思いほれ込む松若丸の恋敵とし、また平内や岩藤に一味する敵役として書替えている。
一番目三建目の「夢の場」は、後の再演では富本節や清元節を使う所作事がかった芝居となっているが、初演を含めて明治以前には相当きわどいシーンがあったようである。そのあと夢から覚めた清玄が頼国じつは松若を見て、尼であるわが身も省みず掻き口説くが滝壺に落ちる。滝壺に落ちるのは清玄桜姫物では定番の場面であるが、滝壺から上がった清玄が惣太にからまれてかぶっていた花帽子が脱げ、丸坊主の頭があらわになる。丸坊主の頭では女らしさも何もあったものではなく、ほんらいなら格好がつかないはずであるが、それを敢えてやらせた南北、そして清玄尼を演じた五代目岩井半四郎は、よほどの自信を持ってこの役に臨んでいたといえる。この幕切れに坊主頭を見せて花道を引っ込むのは、のちの再演でも受け継がれている。
本来の清玄桜姫物では、男の清玄が桜姫を見て堕落破戒するという筋書きであるが、本作では女としたことで当然その筋書きは変わり、桜姫は姉に当たる清玄尼と二人で一人の男を取り合うことになる。つまり吉田松若丸は身分を偽って大友常陸之助頼国を名乗り、頼国が婿と決まっていた桜姫はその色男ぶりに惚れる。しかしほんらい松若丸を言い名づけとしていた花子こと清玄も、その頼国の正体が松若と知り、あいたさ見たさに恋焦がれ、その松若を頼国と恋い慕う妹を「妙亀庵」で責め苛む。この場では前幕でお初に討たれた岩藤の亡霊があらわれ、それが清玄に乗り移って嫉妬の乱行をさせることになっているが、岩藤の亡霊が出て人々に仇をなすのは、のちの『加賀見山再岩藤』に代表される「骨寄せの岩藤」の源流ともいえよう。
二番目大切すなわち最後の幕にあたる常磐津の所作事「都鳥名所渡」は、最初に綱女が隅田川の渡し守となって狂乱の松若を舟に乗せるというのが能『隅田川』のパロディとなっているが、そこへさらに「双面」と『娘道成寺』の趣向を加えたものである。清玄の亡霊が松若と同じ姿で現われ、いろいろと所作があって釣鐘の中に入り鐘が落ちる。道成寺ならほんらい鐘が上がると鬼女の姿であるが、初演時の台本によればまず鬼女の姿で出てのち、扮装を引き抜き「はでなるふりそで、娘のなり」に姿を変え、鞠唄やクドキなど『娘道成寺』のような所作を踊る。それがさらに清玄の怨霊姿に引き抜き、松若や手勢を率いた鬼籐太たちと立ち回りがあって幕となる。
市村座で初演された『隅田川花御所染』は大当りを取り、同時期の中村座では三代目坂東三津五郎によるこれも清玄桜姫物が上演されていたが、客の入りにおいて市村座に負けたと伝わる。ただし市村座でも半四郎が途中で病気休演となり、その息子の岩井粂三郎が代役を勤めたものの、入りは薄くなったという。
なお実際の上演に際しては更に脚本や演出に改訂がほどこされたらしく、伊原敏郎著の『歌舞伎年表』には初演時にこの芝居を実見した者が記したと見られるあらすじが引用されているが（この引用した資料がなんであったかは不明）、それを見ると『鶴屋南北全集』に収める台本とはかなり内容が相違しているのがうかがえる。たとえば尾上が岩藤に草履で殴られる場面でも、尾上が草履を手に入れてそれを岩藤に見せて諌めるも、その草履を岩藤がひったくって尾上を殴る段取りだったらしいこと、また二番目中幕「妙亀庵の場」では最後に松若丸がその場に出てきて、それが狂乱して幕となったように記されている。
その後、本作は明治の末に至るまで、江戸だけではなく上方においても度々上演された。ただしその時々によって南北の書き下ろしそのままではない改訂がなされている。たとえば天保6年（1835年）3月、森田座で『花舞台丹前侠客』（はなぶたいよしやおとこ）の外題で上演されたときには鏡山物の筋を抜き、かわりに「不破名古屋」の筋が入れられて上演されている。また最初から鏡山物の筋が抜かれて上演されたこともある。明治45年（1912年）に浅草蓬莱座にて『新清水花御所染』の外題で上演されて以降、本作は上演が絶えていたが、昭和31年（1956年）7月、歌舞伎座において渥美清太郎の脚本・演出により復活上演された。このときは四代目澤村源之助が清玄尼を演じたときの内容に沿った脚色で、鏡山物の筋は抜かれていた。配役は花子の前のちに清玄尼が六代目中村歌右衛門、松若丸が十四代目守田勘彌、惣太が八代目松本幸四郎。以後、数度にわたって六代目歌右衛門や四代目中村雀右衛門の清玄尼により、鏡山物の筋は抜くかたちで演じられている。

## 初演の時の主な役割
- 吉田松若丸、局岩藤、軍助（三役）…七代目市川團十郎
- 中老尾上、綱女（二役）…三代目市川團之助
- 花子の前のちに清玄尼、お初（二役）…五代目岩井半四郎
- 桜姫…松本よね三
- 梅若丸…岩井松之助
- 奥女中武川、采女（二役）…二代目岩井粂三郎
- 粂の平内左衛門、猿島惣太じつは粟津の七郎（二役）…五代目松本幸四郎